# 国家科学技术奖励
中国政府为了奖励在科技进步活动中作出突出贡献的公民，推动中国科技事业的发展，国务院设立五个国家科学技术奖。包括国家最高科学技术奖、国家自然科学奖、国家技术发明奖、国家科学技术进步奖和中华人民共和国国际科学技术合作奖。

## 奖项
奖项中规格最高的国家最高科学技术奖每年评审一次，每次选出不超过两名科技成就卓著、社会贡献巨大的公民，由国家主席亲自签署并颁发荣誉证书和高额奖金。每位获奖者的奖金总额均为人民币500万元，其中50万元直接授予个人，另外450万元作为科学研究经费由获奖人全权管理具体用途。
国家自然科学奖是授予在数学、物理学、化学、天文学、地球科学、生命科学等基础研究和信息、材料、工程技术等领域的应用基础研究中，阐明自然现象、特征和规律、做出重大科学发现的中国公民的奖项。国家自然科学奖不授予组织。国家自然科学奖设一、二等两个奖励等级。国家自然科学一等奖是自然科学领域的国家最高奖。
国家技术发明奖授予在产品、工艺、材料及其系统等有重大技术发明的中国公民。国家技术发明奖不授予组织。国家技术发明奖设一、二等两个奖励等级。国家技术发明奖表彰的是当年中国国民经济中新的、先进的、效益好的新技术。
国家科学技术进步奖授予在技术研究、技术开发、技术创新、推广应用先进科学技术成果、促进高新技术产业化，以及完成重大科学技术工程、计划等过程中做出创造性贡献的中国公民和组织。每年国家科学技术进步奖总数不超过400项，分为特等奖，一等奖, 二等奖3个等级。
中华人民共和国国际科学技术合作奖是由中国国务院设立的国家科学技术奖励，以奖励对中国科技事业作出贡献的外国人或组织。其前身为国家科学技术委员会设立的中国国际科技合作奖，根据1993年7月经全国人大常委会八届二次会议通过的《中华人民共和国科学技术进步法》的规定，国务院设立“中华人民共和国国际科学技术合作奖”（简称国际科技合作奖）。

## 奖励委员会
国家科学技术奖励委员会是对奖励进行评选的机构，设立主任委员，副主任委员，秘书长，委员等职位，一般主任委员，秘书长各一名，副主任委员两名，另外有委员若干名。委员会成员主要是中国科技部，中国科学院，中国工程院及各知名大学的专家学者。

## 外部連結
- 国家科学技术奖励条例（页面存档备份，存于）